# Grzegorz Zakrzewski (młodszy)

Herb Ogończyk

Grzegorz Zakrzewski (młodszy) herbu Ogończyk (żył w XVII wieku), kasztelan kruszwicki (1636–1643). 
Syn Piotra, synowiec Grzegorza (starszego) Zakrzewskiego, kasztelana kruszwickiego.